# Сухая (Кабанский район)
Суха́я — село в Кабанском районе Республики Бурятия Российской Федерации. Административный центр сельского поселения «Сухинское».

## География
Расположено на северо-востоке района, на берегу озера Байкал, в междуречье Загзы и Большой Сухой, на автодороге Шергино — Заречье. Речка Топка делит село на две равные части.

## Население
| 2002 | 2010 |
| ---- | ---- |
| 428  | ↗550 |

## Инфраструктура
ФАП Заречье.

## Памятные места, достопримечательности
В селе сохранилась часовня XIX века — памятник градостроительства и архитектуры.

 Объект культурного наследия народов РФ регионального значения. Рег. № 031410057150005 (ЕГРОКН)
Сухинская терма или источник Загза — памятник природы, расположенный на восточном побережье озера Байкал, в 3 км на юго-запад от села

## Транспорт
Автобусное сообщение с районным и республиканскими центрами. Остановка общественного транспорта «Сухая».